# Johan Viktor Palmqvist
Johan Viktor Palmqvist, född 13 februari 1879 i Norra Råda, död 9 juli 1944 i Nedre Ullerud, var en svensk folkskollärare, tidningsredaktör, präst och religionsvetare.

## Biografi
Palmqvist var son till arrendatorn Johan Henrik Larsson och dennes hustru Stina Kajsa Lindberg. Han fick folkskollärarexamen i Karlstad 1900 och arbetade som folkskollärare först i Färnebo socken 1901–1903 och senare i Rämmens socken 1904–1911. I Rämmen var han också organist och klockare.
Från 1911 var Palmqvist redaktör för frisinnade Värmlands Läns Tidning. Samtidigt läste han på egen hand in studentexamen 1913 och skrevs in vid Uppsala universitet 1918. Den 15 december 1919 kunde han efter självstudier avlägga filosofie kandidatexamen. Han blev filosofie licentiat i Uppsala 1921. Efter erhållen dispens från teologie examen prästvigdes han den 25 maj samma år.
Palmqvist tjänstgjorde som tillförordnad komminister i Nedre Ullerud 1924–1926. I september 1926 tillträdde han tjänsten som kyrkoherde i samma församling som då bildade eget pastorat. Han hade under tiden fortsatt sin akademiska bana, bland annat genom utgivning av avhandlingen Rester av primitiv religion bland Värmlands finnbefolkning 1924. Dagens Nyheter ägnade i samband med utgivningen hela söndagsbilagans första sida åt Palmqvists resultat. Palmqvist blev filosofie doktor vid Lunds universitet 1927 och teologie licentiat vid Uppsala universitet 1928.
Av övrig utgivning av Palmqvist kan nämnas boken Det gamla bruket från 1936 om Stjärnsfors i författarens hembygd och den självbiografiska romanen Ljus över landet från 1938, båda på Saxon & Lindströms förlag.
Palmqvist gifte sig 1906 med Hulda Josefina Karlsson från Rämmen. Paret fick sex barn.